# Anantapur (distrikt)
Anantapur (telugu: అనంతపూర్ డిస్ట్రిక్ట్, urdu: آدل آباد ضلع )  er et distrikt i den indiske delstat Andhra Pradesh. Distriktets hovedstad er Anantapur. 

## Demografi
Ved folketællingen i 2011 var der 4.083.315 indbyggere i distriktet, mod 3,640,478 i 2001. Den urbane befolkningen udgør 28,09 % af befolkningen.
Børn i alderen 0 til 6 år udgjorde 10,46 % i 2011 mod 13,18 % i 2001. Antallet af piger i den alder per tusinde drenge er 927 i 2011 mod 959 i 2001. 

## Inddelinger

### Mandaler
I Andhra Pradesh er mandal det tredje administrative niveau, under staten og distrikterne. Anantapur distrikt har 63 mandaler.
- Agali
- Amadagur
- Amarapuram
- Anantapur
- Atmakur
- Bathalapalle
- Beluguppa
- Bommanahal
- Brahmasamudram
- Bukkapatnam
- Bukkarayasamudram
- Chenne Kothapalle
- Chilamathur
- D.Hirehal
- Dharmavaram
- Gandlapenta
- Garladinne
- Gooty
- Gorantla
- Gudibanda
- Gummagatta
- Guntakal
- Hindupur
- Kadiri
- Kalyandurg
- Kambadur
- Kanaganapalle
- Kanekal
- Kothacheruvu
- Kudair
- Kundurpi
- Lepakshi
- Madakasira
- Mudigubba
- Nallacheruvu
- Nallamada
- Nambulapulakunta
- Narpala
- Obuladevaracheruvu
- Pamidi
- Parigi
- Peddapappur
- Peddavadugur
- Penu Konda
- Putlur
- Puttaparthi
- Ramagiri
- Raptadu
- Rayadurg
- Roddam
- Rolla
- Settur
- Singanamala
- Somandepalle
- Tadimarri
- Tadpatri
- Talupula
- Tanakal
- Uravakonda
- Vajrakarur
- Vidapanakal
- Yadiki
- Yellanur